# Ganj Muradabad
Ganj Muradabad (o Muradabad Patti) è una suddivisione dell'India, classificata come nagar panchayat, di 9.377 abitanti, situata nel distretto di Unnao, nello stato federato dell'Uttar Pradesh. In base al numero di abitanti la città rientra nella classe V (da 5.000 a 9.999 persone).

## Geografia fisica
La città è situata a 26° 58' 0 N e 80° 10' 60 E e ha un'altitudine di 125 m s.l.m..

## Società

### Evoluzione demografica
Al censimento del 2001 la popolazione di Ganj Muradabad assommava a 9.377 persone, delle quali 4.958 maschi e 4.419 femmine. I bambini di età inferiore o uguale ai sei anni assommavano a 1.677, dei quali 890 maschi e 787 femmine. Infine, coloro che erano in grado di saper almeno leggere e scrivere erano 3.575, dei quali 2.197 maschi e 1.378 femmine.